# Cratère (roi)
Pour les articles homonymes, voir Cratère.
Cratère (en grec ancien : Κρατερός ὁ Μακεδών ; né au Ve siècle av. J.-C. et mort assassiné en -399 av. J.C.) est un roi de Macédoine de la dynastie des Argéades qui règne pendant trois ou quatre jours en -399 av. J.-C..

## Biographie
D'après les sources, il était l'amant d'Archélaos Ier de Macédoine qu'il assassina après que ce dernier rompit sa promesse de lui donner une de ses filles en mariage.
Cependant, selon Diodore de Sicile, Cratère aurait provoqué la mort d'Archélaos de manière accidentelle lors d'une partie de chasse.
Après son accession au trône de Macédoine, il est assassiné par d'autres prétendants au trône inaugurant une période d'instabilité en Macédoine.